# Theraphosidae
Theraphosidae (Thorell, 1870) è una famiglia di ragni appartenente all'infraordine Mygalomorphae, i cui membri sono noti come migale o volgarmente chiamate tarantole.

## Etimologia
Il nome deriva dal greco θήρα, thḗra, cioè "animale selvatico, bestia" e φῶς, phôs, cioè "luce", ed il dittongo finale -idae, che designa l'appartenenza ad una famiglia.

## Origine del nome tarantola
Il nome tarantola era usato nei dintorni di Taranto già dalla fine del '400 riferendosi alla Lycosa tarantula. La credenza voleva che il morso di questo ragno provocasse una condizione patologica, detta tarantismo, caratterizzata da una situazione di malessere generale e una sintomatologia simile all'epilessia. Si riteneva fosse possibile neutralizzare gli effetti del veleno saltando e sudando copiosamente: da ciò nacque la credenza popolare che la danza potesse guarire dalla malattia. Il termine taranta è infatti anche usato come sinonimo di "pizzica", la danza e il genere musicale generato e culturalmente connesso al tarantismo.
In realtà il morso della Lycosa tarantula, è pressoché innocuo per l'uomo; più credibile appare essere l'ipotesi che le pinzature con gravi effetti sistemici sul corpo umano potessero essere probabilmente attribuibili alla malmignatta, ragno molto meno "vistoso" ma dal veleno ben più temibile e con effetti neurotossici compatibili con il quadro sintomatico del tarantismo. La malmignatta (appartiene infatti al genere Latrodectus, le famigerate "vedove nere") ed il suo veleno, sebbene non potente come quello di altri esemplari esotici, è effettivamente il più pericoloso tra quelli dei ragni italici.
Quando i primi esploratori europei giunti nelle Americhe scoprirono i ragni giganti della futura famiglia Theraphosidae li chiamarono tarantole per via delle loro grosse dimensioni e della vaga somiglianza ai ragni del genere Lycosa.
L'unico ragno appartenente alla famiglia Theraphosidae presente in Italia (Sicilia) è Ischnocolus valentinus.

## Caratteristiche generali
Nonostante le loro dimensioni spesso considerevoli, ben poche migali possono essere considerate pericolose per l'uomo. In generale possiedono un veleno piuttosto blando.
Non tutte le tarantole sono di grosse dimensioni, in base alla specie la lunghezza del corpo può variare dai 2,5–10 cm con 8–30 cm di legspan (lunghezza considerando comprese le zampe). Le più grosse appartengono al genere Theraphosa: Theraphosa blondi e Theraphosa apophysis, originarie del Venezuela, possono superare anche i 100 grammi di peso ed i 33 cm di lunghezza.
In genere le femmine sono di corporatura più robusta (soprattutto l'addome), di dimensioni maggiori ed hanno anche una maggiore longevità (anche oltre i 20 anni).
La maggior parte delle tarantole è di colore scuro (marrone o nero), comunque qualche specie è caratterizzata da colorazioni più vivaci come il blu cobalto dell'Haplopelma lividum, i colori metallizzati dell'Avicularia versicolor oppure i colori zebrati della Brachypelma smithi e dell'Acanthoscurria geniculata.

### Anatomia
Il corpo delle tarantole si può suddividere in due sezioni principali: la parte anteriore prosoma (anche chiamato cefalotorace) e l'addome chiamato opistosoma.
La superficie del prosoma viene definita carapace, al centro del quale si trova la fossa foveale, piccola depressione dove congiungono i vari muscoli. Nella parte frontale trovano posto gli otto occhi disposti in due file.
Nell'addome trovano posto l'ano e gli opercoli branchiali, ovvero la parte esterna dei quattro polmoni a libro.

### Appendici
Di fronte agli occhi partono due appendici chiamate cheliceri terminanti con gli aculei veleniferi; questi oltre ad essere utilizzati per immobilizzare le prede vengono anche usati per scavare o spostare piccoli oggetti (per esempio il sacco ovigero).
All'esterno dei cheliceri si trovano i pedipalpi, appendici dall'aspetto quasi identico alle zampe, ma con un segmento in meno. I pedipalpi vengono usati durante l'alimentazione e come strumenti tattili; nei maschi essi acquistano anche la funzione di organi sessuali secondari.
Dopo i pedipalpi ci sono quattro paia di zampe, suddivise in sette segmenti: coxa, trocantere, femore, patella, tibia (con sperone tibiale nei maschi di molte specie), metatarso e tarso.
Le uniche appendici non collegate al prosoma sono le filiere (o spinner) che sono dislocate nella parte conclusiva dell'ophistosoma.

### Peli

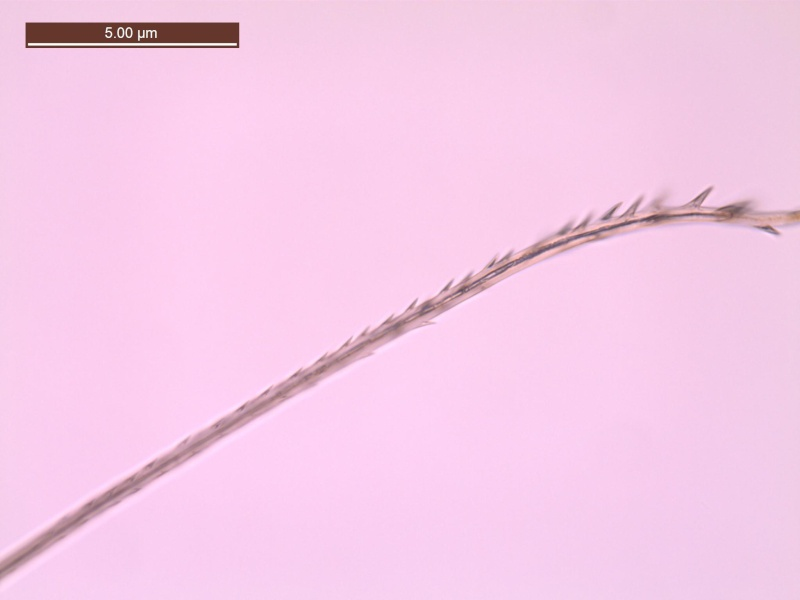
Pelo urticante di Grammostola sp., si notano le "barbe" irritanti

Oltre ai normali peli sul corpo alcune tarantole di origine americana hanno anche dei peli urticanti (circa 10.000 per mm²) che possono utilizzare come difesa in caso non riescano a fuggire dal pericolo. Oltre ad essere lanciati contro possibili aggressori, i peli urticanti vengono usati per marcare il territorio oppure, messi ai bordi della tana, aiutano a scoraggiare eventuali predatori, specie durante la muta.
In base al tipo di nemico i peli possono dimostrarsi mortali oppure un semplice deterrente. Nelle persone gli effetti si limitano ad un prurito nella zona colpita, ma maggiori problemi si hanno nel caso in cui vengano a contatto con gli occhi, vengano inalati oppure vi sia un'allergia a questi. Risultano invece ben più pericolosi per i piccoli predatori che infastidiscono il ragno.
Alcune specie, come Pelinobius muticus, posseggono peli stridulanti che, se strofinati, gli permettono di creare un forte rumore in modo da scoraggiare eventuali assalitori.

## Habitat ed etologia

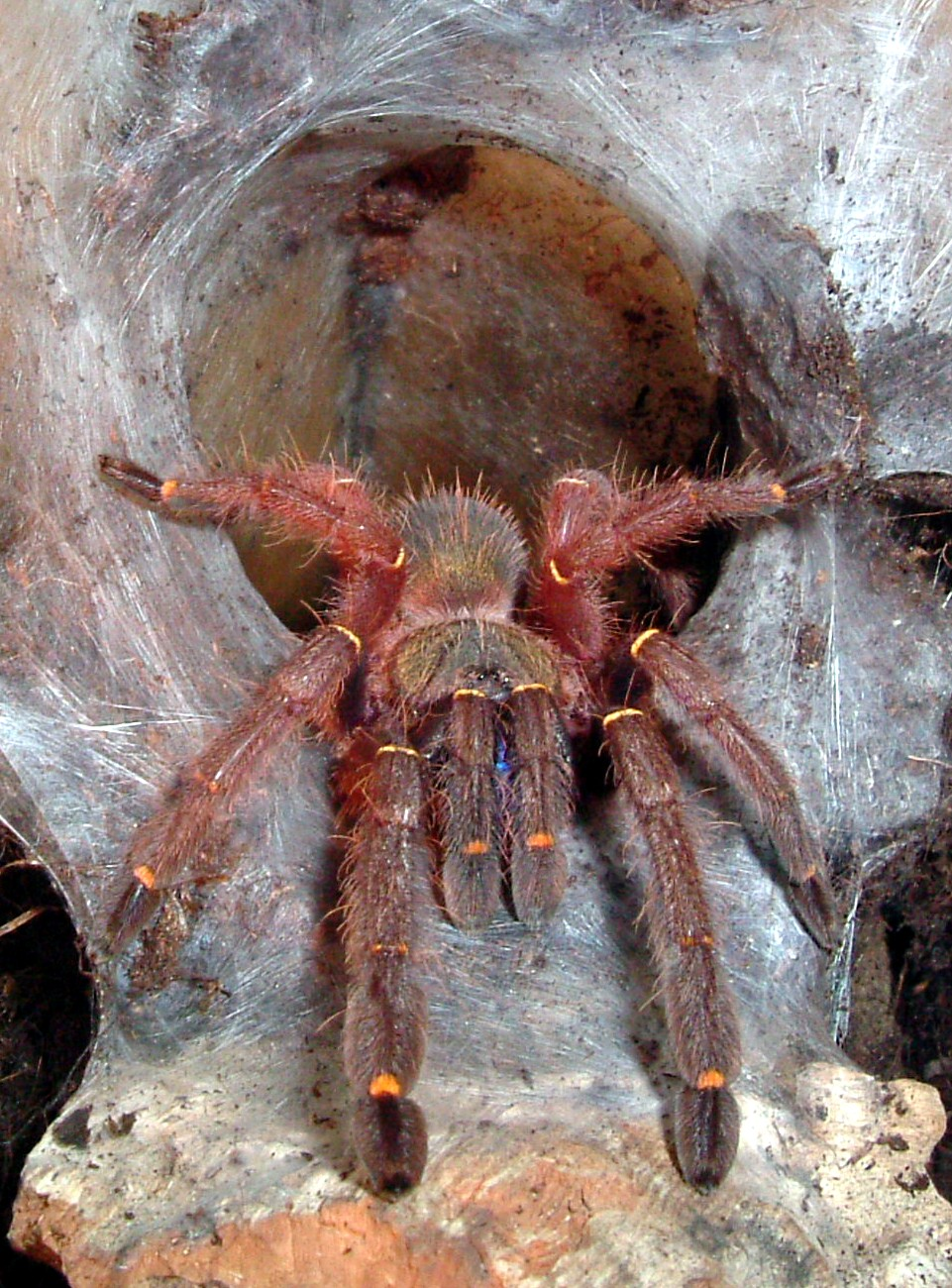
Un Ephebopus cyanognathus nella sua tela

Le migali sono predatori crepuscolari: attendono le loro prede all'ingresso della tana per poi ucciderle iniettando il veleno attraverso gli aculei veleniferi. Nonostante la loro scarsa abilità visiva, in genere limitata a luci e ombre, riescono ad essere molto precise grazie ad un'estrema sensibilità alle vibrazioni che viene spesso migliorata utilizzando della tela all'esterno del rifugio. In base alle vibrazioni percepite il ragno decide se l'animale è un pericolo oppure una possibile preda.
La dieta tipica è formata da insetti come grilli (per le specie terricole) oppure falene (per le specie arboricole). In rari casi possono anche catturare piccoli mammiferi come topi oppure piccoli uccelli o pesci.
Vivono generalmente in solitudine e sono cannibali, alcune specie come l'Avicularia avicularia sembrano però più tolleranti alla presenza di un altro esemplare nella loro zona.

### Tane
Le tarantole vivono in diversi tipi di tane. Le specie terricole usano spesso scavarsela nella terra, utilizzare un rifugio abbandonato da qualche altro piccolo animale oppure qualche cavità sotto rocce o alberi caduti. Il buco ed il suo ingresso vengono poi ricoperte dalla tela, sia per protezione che per la caccia.
Le specie arboricole, disponendo di un'agilità maggiore, abitano invece in ragnatele generalmente di forma tubolare costruite su alberi o piante.

### Crescita, vita e muta
Come gli altri ragni, le tarantole per crescere devono cambiare periodicamente il loro esoscheletro, con un processo chiamato muta. I piccoli possono fare la muta anche qualche volta all'anno, mentre gli adulti lo fanno generalmente annualmente. Cambiando esoscheletro hanno inoltre la possibilità di recuperare zampe perse o denti rotti. Le tarantole impiegano solitamente tra i 2 ed i 5 anni per raggiungere l'età adulta, ma alcune specie possono impiegarci anche una decina di anni.
Solitamente solo le femmine continuano a mutare una volta adulte ottenendo dunque una longevità molto superiore ai maschi.

### Riproduzione
Una volta adulti agli esemplari maschi restano solamente 1 o 2 anni di vita e partono immediatamente alla ricerca di una femmina con cui accoppiarsi. Il processo di riproduzione è, come per gli altri ragni, piuttosto diverso da quello dei mammiferi. Il maschio rilascia il suo seme su una ragnatela (tela spermica) per poi assorbirlo attraverso i suoi pedipalpi (come delle piccole zampe situate nella parte frontale, usate anche per funzioni tattili). Trovata la tana di una possibile partner, inizia il corteggiamento tamburellando con le zampe anteriori per far capire le proprie intenzioni e per assicurarsi di essere della stessa specie. Se la compagna è disposta ad accoppiarsi inizierà a sua volta a tamburellare.
Dopo i preliminari il maschio inserirà i suoi pedipalpi nella spermateca (una fessura ellittica presente nell'addome della femmina) per rilasciare il suo seme.
Terminato l'accoppiamento il maschio dovrà scappare velocemente o rischierà di essere mangiato.
Dopo l'accoppiamento, in base alla specie, verranno depositate dalle 50 alle 2000 uova che saranno controllate dalla madre per 6/7 settimane. Una volta schiuse le uova i piccoli di ragno (spiderling) rimarranno nelle vicinanze per qualche tempo per poi disperdersi in tutte le direzioni.

## Migali come animali domestici

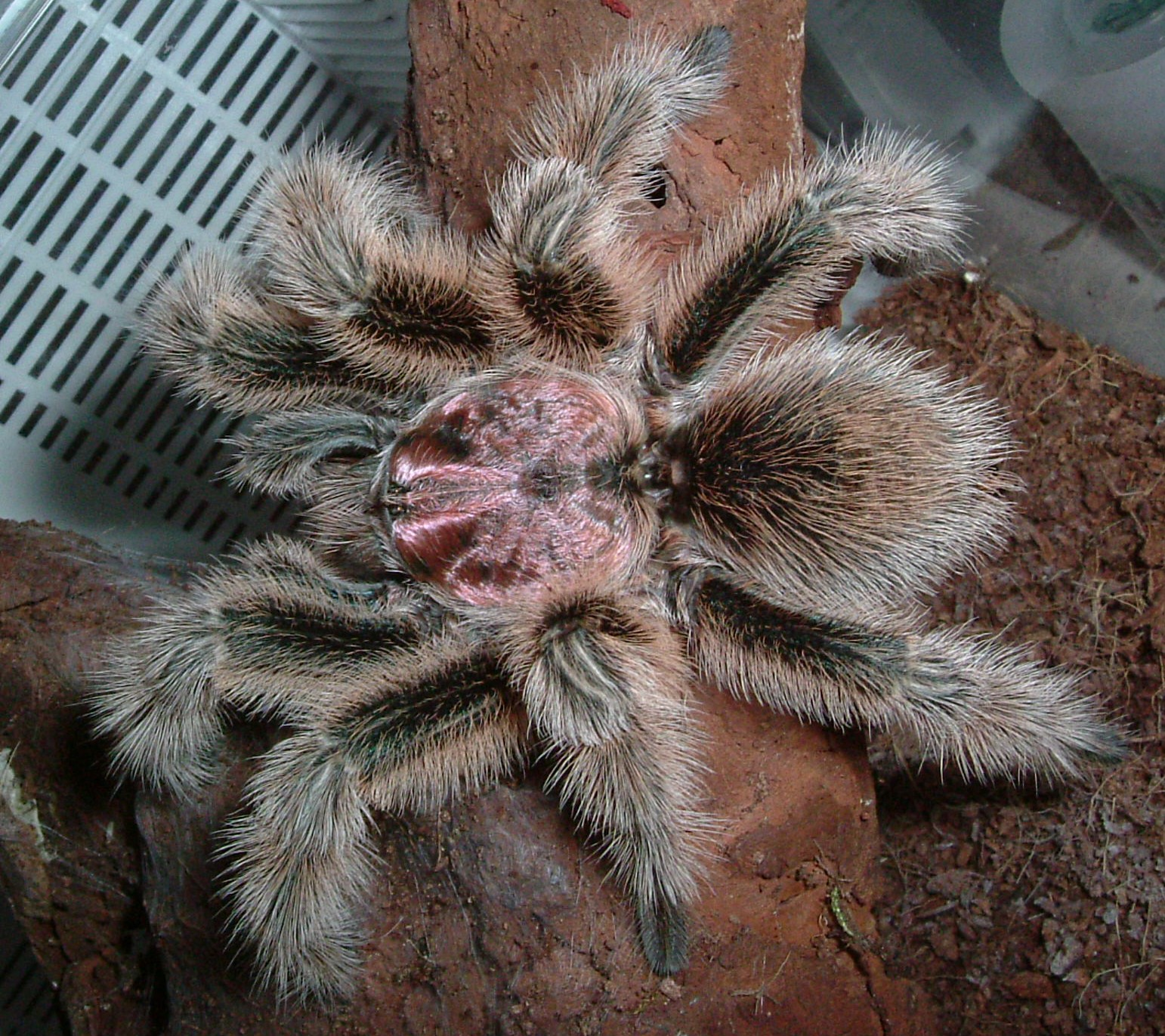
Un maschio di Grammostola porteri all'interno di un terrario

Le migali sono tenute da alcuni come animali domestici per via della loro silenziosità, dello spazio ridotto di cui necessitano, delle poche cure necessarie, dell'assenza di cattivi odori e del loro basso costo.
Generalmente, le specie più consigliate per i novizi sono la Grammostola rosea (anche chiamata Chilean Rose) e quelle appartenenti alla famiglia Brachypelma (che però sono soggette a controlli CITES). Il carattere in genere mansueto, la facilità di garantirgli parametri ambientali corretti e la facile reperibilità sul mercato fanno di queste tarantole un ottimo punto di partenza.
Il terrario, in vetro o plastica per gli esemplari più piccoli, va scelto in base al tipo di ragno: terricolo, arboricolo o scavatore.
L'altezza non deve essere eccessiva per i ragni terricoli (al massimo 30 cm dal substrato, per minimizzare il rischio cadute), mentre deve essere maggiore per i ragni arboricoli (40–80 cm), in modo che possano arrampicarsi e creare le loro ragnatele tubulari.
Generalmente, come substrato è consigliato qualche centimetro di torba irlandese, che non deve essere assolutamente concimata e/o trattata. Per i ragni scavatori tale substrato dovrà essere aumentato fino a 20/40 cm. Come decorazione si può posizionare un sasso liscio al centro del terrario per evitare che il ragno, cadendo dalle pareti, lo colpisca. Per le specie arboricole non devono mancare cortecce o altri materiali per arrampicarsi e poter creare le loro tele.
Ogni specie necessita di una temperatura media e di un'umidità relativa particolari. Per quanto riguarda la temperatura, si possono utilizzare tappetini riscaldanti oppure cavetti termici, entrambi da utilizzare all'esterno del terrario. Per l'umidità, spesso viene utilizzato un recipiente d'acqua abbinato a spruzzate tramite vaporizzatore.

## Morsi e trattamento

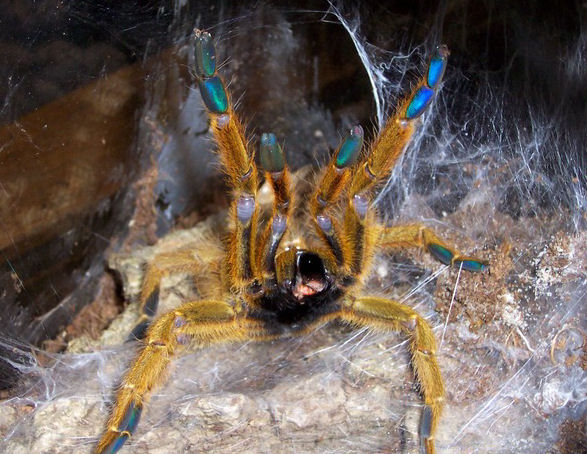
Un Pterinochilus murinus nella tipica posizione di difesa

Non ci sono prove di morti causate dal morso di migali agli umani.
La documentazione riguardante gli effetti dei morsi di tarantole è piuttosto scarsa, comunque per molte specie gli effetti sono inferiori ad una semplice puntura di vespa.
A parte il dolore, l'unico pericolo è la possibilità di una reazione allergica o di infezione, molto rara.
Prima di attaccare, la tarantola generalmente assume una posizione di avvertimento alzando la parte anteriore del corpo mostrando chiaramente i suoi aculei veleniferi e, in alcune specie, emettendo un suono stridulo. Se questo avvertimento non bastasse a scoraggiare il nemico, si gira per lanciare i peli urticanti eventualmente presenti sull'addome. Solo a questo punto e solo se impossibilitata alla fuga, la tarantola scatta velocemente per infliggere il morso.

## Migali come cibo
In uno speciale del National Geographic è stato illustrato come alcune tribù dell'Amazzonia cacciano e cucinano le tarantole.
I ragni vengono catturati con l'ausilio di un bastone e le loro zampe legate assieme per poi essere arrostiti ancora vivi.
La Theraphosa blondi è considerata una prelibatezza dagli indigeni Piaroa del Venezuela.
Altro luogo in cui la tarantola è diffusa come cibo è la Cambogia.

## Tassonomia

### Sottofamiglie
A novembre 2020 la famiglia Theraphosidae è suddivisa in 13 sottofamiglie, contenenti 150 generi e circa 1004 specie; la suddivisione in sottofamiglie segue quella adottata dal Museo di Storia Naturale di Berna:
1. Acanthopelminae Smith, 1994; è una sottofamiglia monotipica che comprende tarantole terrestri, di piccola taglia, della Guiana francese e dell'America centrale.
2. Aviculariinae Simon, 1874; è una sottofamiglia di tarantole arboricole, delle zone tropicali del Nuovo Mondo. I generi Avicularia, Ephebopus e Pachistopelma hanno peli urticanti, che non possono lanciare verso la preda, ma utilizzarli come arma solo se vengono a contatto con essa. Le specie appartenenti a questa sottofamiglia sono considerati di indole generalmente docile e tranquilla.
3. Eumenophorinae Pocock, 1897; è una sottofamiglia di tarantole diffusa soprattutto in Africa e nelle regioni circostanti. Alcuni autori pongono il genere Proshapalopus (rinvenuto in Brasile, non in Africa) in questa sottofamiglia.
4. Harpactirinae Pocock, 1897; comprende un gruppo di tarantole diffuse in Africa, sebbene più piccole delle Eumenophorinae. Sono note come ragni-babbuino per le loro gambe pelose e per l'ultimo elemento delle loro zampe che termina con una forma simile alle zampe dei babbuini.
5. Ischnocolinae Simon, 1892; comprende ragni a diffusione cosmopolita.
6. Ornithoctoninae Pocock, 1895; le tigri di terra appartenenti a questa sottofamiglia sono un gruppo di tarantole del Vecchio Mondo diffuse primariamente in Asia sudorientale, Cina meridionale, e Borneo.
7. Poecilotheriinae Simon, 1892;
8. Schismatothelinae Guadanucci, 2014;
9. Selenocosmiinae Simon, 1889; comprende principalmente ragni dell'Asia orientale e dell'Australia. Rispetto alle tarantole dell'Asia orientale della sottofamiglia Ornithoctoninae, queste sono note per il loro veleno potente e la posa difensiva che assumono. I generi Psalmopoeus e Tapinauchenius non posseggono peli urticanti.
10. Selenogyrinae Smith, 1990; comprende tarantole dell'India e dell'Africa.
11. Stromatopelminae Schmidt, 1993; comprende tarantole arboricole dell'Africa occidentale.
12. Theraphosinae Thorell, 1870; comprende tarantole terrestri del Nuovo Mondo provviste di peli urticanti. La maggior parte dei ragni tenuti in casa come animali domestici appartiene a questa sottofamiglia.
13. Thrigmopoeinae Pocock, 1900; comprende tarantole dell'India.

### Denominazioni in disuso
- Poecilotheriinae; a questa sottofamiglia monotipica appartengono ragni arboricoli dell'India e dello Sri Lanka, alcuni dei quali sono considerati specie in pericolo di estinzione; dal 2012, tutti i suoi generi tranne Poecilotheria hanno assunto il rango di tribù (Poecilotheriini), ed è stata inserita nella sottofamiglia Selenocosmiinae.
- Spelopelminae, sottofamiglia assorbita nel 2003 nei Theraphosinae.

### Generi in ordine alfabetico
I 144 generi in ordine alfabetico sono:
1. Acanthopelma F. O. P.-Cambridge, 1897[7] - America centrale, Guyana
2. Acanthoscurria Ausserer, 1871 - America meridionale
3. Acentropelma Pocock, 1901 - Messico, Guatemala, Belize
4. Aenigmarachne Schmidt, 2005 - Costa Rica
5. Agnostopelma Pérez-Miles & Weinmann, 2010 - Colombia
6. Aguapanela Perafán & Cifuentes, 2015 - Colombia
7. Annandaliella Hirst, 1909[8] - India
8. Anoploscelus Pocock, 1897[9] - Uganda, Tanzania, Ruanda
9. Antillena Bertani, Huff & Fukushima, 2017 - Repubblica Dominicana
10. Aphonopelma Pocock, 1901 - USA, Messico, America centrale
11. Augacephalus Gallon, 2002 - Africa meridionale e orientale
12. Avicularia Lamarck, 1818 - America meridionale
13. Bacillochilus Gallon, 2010 - Angola
14. Batesiella Pocock, 1903[10] - Camerun
15. Birupes Gabriel & Sherwood, 2019 - Borneo
16. Bistriopelma Kaderka, 2015 - Perù
17. Bonnetina Vol, 2000 - Messico
18. Brachionopus Pocock, 1897[11] - Sudafrica
19. Brachypelma Simon, 1891[12] - Messico, Costa Rica, Guatemala, Panama
20. Bumba Pérez-Miles, Bonaldo & Miglio, 2014 - Brasile, Venezuela, Ecuador
21. Cardiopelma Vol, 1999[13] - non conosciuto
22. Caribena Fukushima & Bertani, 2017 - Porto Rico, Cuba, Isole Vergini USA, Martinica
23. Catanduba Yamamoto, Lucas & Brescovit, 2012 - Brasile
24. Catumiri Guadanucci, 2004 - Brasile, Argentina, Cile
25. Ceratogyrus Pocock, 1897 - Africa meridionale
26. Chaetopelma Ausserer, 1871 - Medio Oriente, Egitto, Turchia, Cipro
27. Chilobrachys Karsch, 1891 - India, Myanmar, Cina
28. Chromatopelma Schmidt, 1995 - Venezuela
29. Citharacanthus Pocock, 1901 - Cuba, Guatemala, Messico
30. Citharognathus Pocock, 1895 - Borneo, Cina
31. Clavopelma Chamberlin, 1940[14] - Messico
32. Coremiocnemis Simon, 1892 - Malaysia, Queensland
33. Cotztetlana Mendoza, 2012 - Messico
34. Crassicrus Reichling & West, 1996[15] - Belize
35. Cubanana Ortiz, 2008 - Cuba
36. Cyclosternum Ausserer, 1871 - America centrale, Brasile, Venezuela
37. Cymbiapophysa Gabriel & Sherwood, 2020 - Ecuador, Perù
38. Cyriocosmus Simon, 1903 - Brasile, Perù, Bolivia, Venezuela
39. Cyriopagopus Simon, 1887 - Malaysia, Filippine
40. Cyrtogrammomma Pocock, 1895 - Guyana
41. Cyrtopholis Simon, 1892 - Cuba, Giamaica, America centrale
42. Davus O. Pickard-Cambridge, 1892 - Costarica, Messico, Guatemala, Nicaragua, Panama
43. Dolichothele Mello-Leitão, 1923 - Brasile, Bolivia
44. Encyocratella Strand, 1907 - Tanzania
45. Encyocrates Simon, 1892 - Madagascar
46. Ephebopus Simon, 1892[16] - Guiana francese, Brasile, Ecuador
47. Euathlus Ausserer, 1875 - Cile, Argentina, Ecuador
48. Eucratoscelus Pocock, 1898 - Tanzania, Kenya
49. Eumenophorus Pocock, 1897 - Sierra Leone
50. Eupalaestrus Pocock, 1901 - Brasile, Paraguay, Argentina
51. Euphrictus Hirst, 1908[17] - Camerun, Congo
52. Euthycaelus Simon, 1889 - Colombia, Venezuela
53. Grammostola Simon, 1892 - America meridionale
54. Guyruita Guadanucci e al., 2007 - Brasile
55. Hapalopus Ausserer, 1875 - Brasile, Venezuela, Messico
56. Hapalotremus Simon, 1903 - Brasile, Bolivia, Perù
57. Haploclastus Simon, 1892 - India
58. Haplocosmia Schmidt & von Wirth, 1996 - Nepal
59. Harpactira Ausserer, 1871 - Sudafrica
60. Harpactirella Purcell, 1902 - Sudafrica
61. Hemirrhagus Simon, 1903 - Messico
62. Heterophrictus Pocock, 1900 - India
63. Heteroscodra Pocock, 1899 - Gabon, Congo, Camerun
64. Heterothele Karsch, 1879 - Congo, Gabon, Tanzania, Camerun
65. Holothele Karsch, 1879 - Venezuela, Porto Rico, Brasile
66. Homoeomma Ausserer, 1871 - Brasile, Argentina, Perù
67. Hysterocrates Simon, 1892 - Camerun, Golfo di Guinea
68. Idiothele Hewitt, 1919[18] - Africa meridionale
69. Iridopelma Pocock, 1901 - Brasile
70. Ischnocolus Ausserer, 1871 - Africa settentrionale, Spagna, Italia
71. Kankuamo Perafán, Galvis & Pérez-Miles, 2016 - Colombia
72. Kochiana Fukushima, Nagahama & Bertani, 2008 - Brasile
73. Lampropelma Simon, 1892 - Indonesia, Malaysia, Singapore
74. Lasiodora C. L. Koch, 1850 - Brasile, Costa Rica, Argentina
75. Lasiodorides Schmidt & Bischoff, 1997 - Perù, Ecuador
76. Longilyra Gabriel, 2014 - El Salvador
77. Loxomphalia Simon, 1889 - Zanzibar (Tanzania)
78. Loxoptygus Simon, 1903 - Etiopia
79. Lyrognathus Pocock, 1895 - India, Malaysia
80. Magnacarina Mendoza, Locht, Kaderka, Medina & Pérez-Miles, 2016 - Messico
81. Mascaraneus Gallon, 2005 - isole Mauritius
82. Megaphobema Pocock, 1901 - Costa Rica, Colombia, Brasile
83. Melloina Brignoli, 1985 - Venezuela, Panama
84. Melognathus Chamberlin, 1917 - Filippine
85. Metriopelma Becker, 1878 - Venezuela, Panama, Costa Rica, Messico
86. Miaschistopus Pocock, 1897 - Venezuela
87. Monocentropus Pocock, 1897 - Socotra, Madagascar, Yemen
88. Munduruku Miglio, Bonaldo & Pérez-MIles, 2013 - Brasile
89. Mygalarachne Ausserer, 1871 - Honduras
90. Myostola Simon, 1903 - Gabon, Camerun
91. Neischnocolus Petrunkevitch, 1925 - Panama
92. Neoheterophrictus Siliwal & Raven, 2012 - India
93. Neoholothele Guadanucci & Weinmann, 2015 - Colombia, Venezuela, Trinidad e Tobago
94. Neostenotarsus Pribik & Weinmann, 2004 - Guiana francese
95. Nesiergus Simon, 1903 - Isole Seychelles
96. Nesipelma Schmidt & Kovarik, 1996 - Saint Kitts e Nevis (Piccole Antille)
97. Nhandu Lucas, 1983 - Brasile, Paraguay
98. Omothymus Thorell, 1891 - Malesia
99. Ornithoctonus Pocock, 1892 - Thailandia, Myanmar
100. Orphnaecus Simon, 1892 - Filippine
101. Ozopactus Simon, 1889[8] - Venezuela
102. Pachistopelma Pocock, 1901 - Guyana, Brasile
103. Pamphobeteus Pocock, 1901 - Colombia, Ecuador, Perù
104. Pelinobius Karsch, 1885 - Kenya, Tanzania
105. Phlogiellus Pocock, 1897 - Filippine, Myanmar, Giava
106. Phoneyusa Karsch, 1884 - Africa
107. Phormictopus Pocock, 1901 - Cuba, America meridionale
108. Phormingochilus Pocock, 1895 - Borneo, Sumatra
109. Phrixotrichus Simon, 1889 - Argentina, Cile
110. Plesiopelma Pocock, 1901 - Brasile, Uruguay, Paraguay
111. Plesiophrictus Pocock, 1899 - India
112. Poecilotheria Simon, 1885[19] - India, Sri Lanka
113. Proshapalopus Mello-Leitão, 1923 - Brasile
114. Psalistops Simon, 1889 - Colombia, Venezuela
115. Psalmopoeus Pocock, 1895[8][20] - Colombia, Costa Rica, Panama, Venezuela
116. Psednocnemis West, Nunn & Hogg, 2012 - Malaysia, Borneo
117. Pseudhapalopus Strand, 1907[21] - Bolivia, Colombia
118. Pseudoclamoris Hüsser, 2018 - Colombia, Perù, Ecuador, Guyana Francese
119. Pterinochilus Pocock, 1897 - Africa
120. Pterinopelma Pocock, 1901 - Brasile
121. Reichlingia Rudloff, 2001[22] - Belize
122. Reversopelma Schmidt, 2001 - Ecuador, Perù
123. Sahydroaraneus Mirza & Sanap, 2014 - India (Eumenophorinae)
124. Sandinista Longhorn & Gabriel, 2019 - Nicaragua, Costa Rica
125. Schismatothele Karsch, 1879[23] - Venezuela
126. Schizopelma F. O. P.-Cambridge, 1897 - Messico, Guatemala
127. Scopelobates Simon, 1903[24] - Repubblica Dominicana
128. Selenocosmia Ausserer, 1871 - Indonesia, Vietnam, Myanmar, Filippine
129. Selenogyrus Pocock, 1897[25] - Costa d'Avorio, Sierra Leone
130. Selenotholus Hogg, 1902 - Territorio del Nord (Australia)
131. Selenotypus Pocock, 1895 - Queensland
132. Sericopelma Ausserer, 1875[26] - Costa Rica, Venezuela, Panama
133. Sickius Soares & Camargo, 1948 - Brasile
134. Sphaerobothria Karsch, 1879 - Costa Rica
135. Spinosatibiapalpus Gabriel & Sherwood, 2020 - Trinidad, Colombia
136. Stichoplastoris Rudloff, 1997 - Costa Rica, El Salvador
137. Stromatopelma Karsch, 1881 - Africa occidentale
138. Tapinauchenius Ausserer, 1871[20] - Guiana francese, Ecuador, Brasile
139. Theraphosa Thorell, 1870 - Venezuela, Brasile, Guyana
140. Thrigmopoeus Pocock, 1899 - India.
141. Thrixopelma Schmidt, 1994 - Perù, Cile
142. Tliltocatl Mendoza & Francke, 2020 - Messico, Costa Rica, Guatemala, Belize
143. Tmesiphantes Simon, 1892[27] - Brasile
144. Trichognathella Gallon, 2002 - Sudafrica
145. Trichopelma Simon, 1888[28] - Sudafrica
146. Typhoclaena C. L. Koch, 1850 - Brasile
147. Umbyquyra Gargiulo, Brescovit & Lucas, 2018 - India
148. Vitalius Lucas, Silva & Bertani, 1993 - Brasile
149. Xenesthis Simon, 1891 - Venezuela, Panama, Colombia
150. Ybyrapora Fukushima & Bertani, 2017 - Brasile (Aviculariinae)

## Generi trasferiti
1. Ami Pérez-Miles, 2008[29] - Costa Rica
2. Barropelma Chamberlin, 1940[29] - Panama
3. Eurypelmella Strand, 1907[30] - Guatemala
4. Magulla Simon, 1892[31] - Brasile
5. Melloleitaoina Gerschman & Schiapelli, 1960[31] - Argentina